# Christuskirche (Athen)

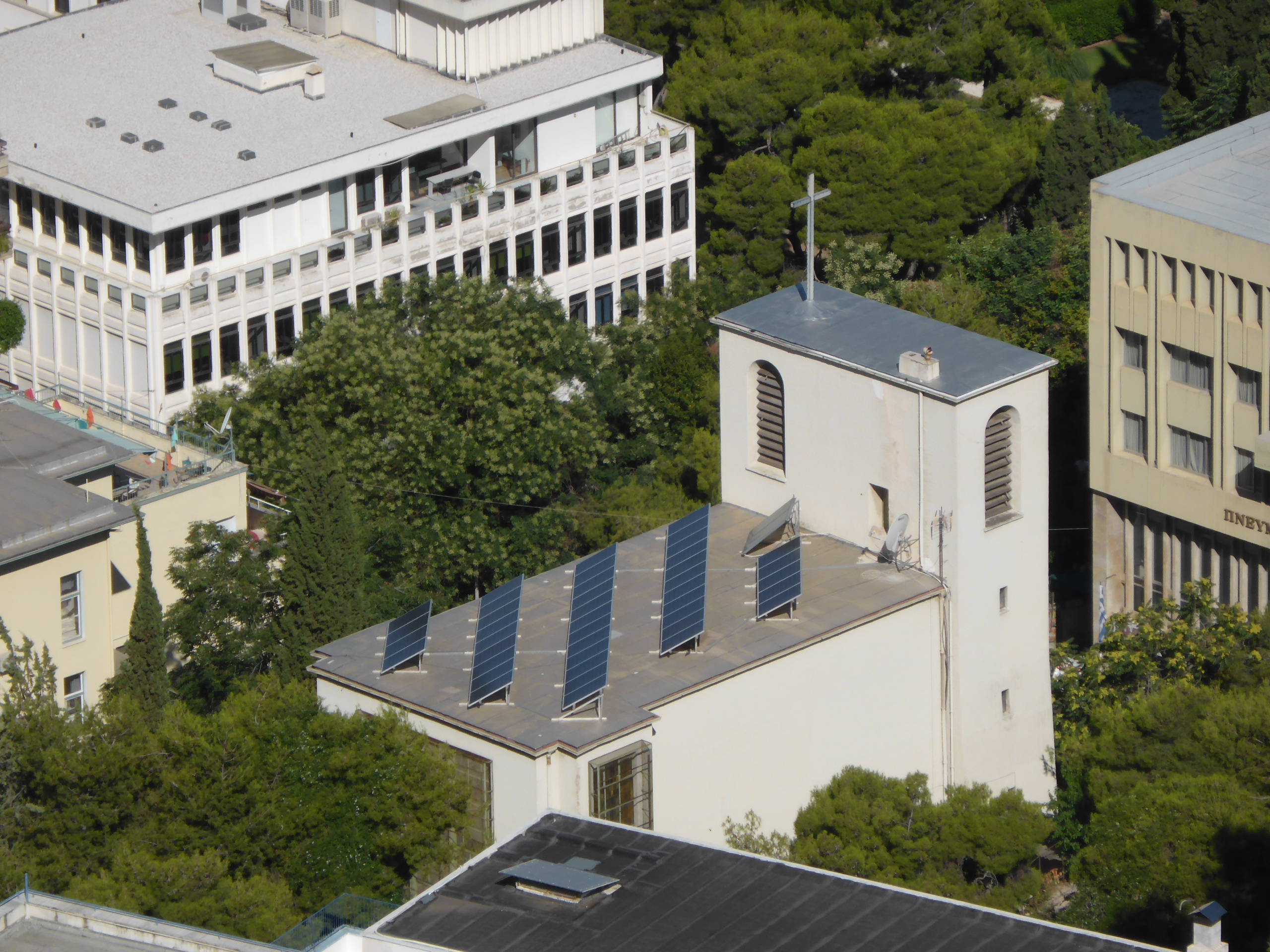
Christuskirche vom Lykavittos aus gesehen

Die Christuskirche in Athen ist das Gotteshaus des Vereins der Evangelischen Kirche Deutscher Sprache in Griechenland und befindet sich im Exarchia-Viertel in der Sina-Straße (Odós Sína 68), am Fuße des Berges Lykabettus.

## Geschichte

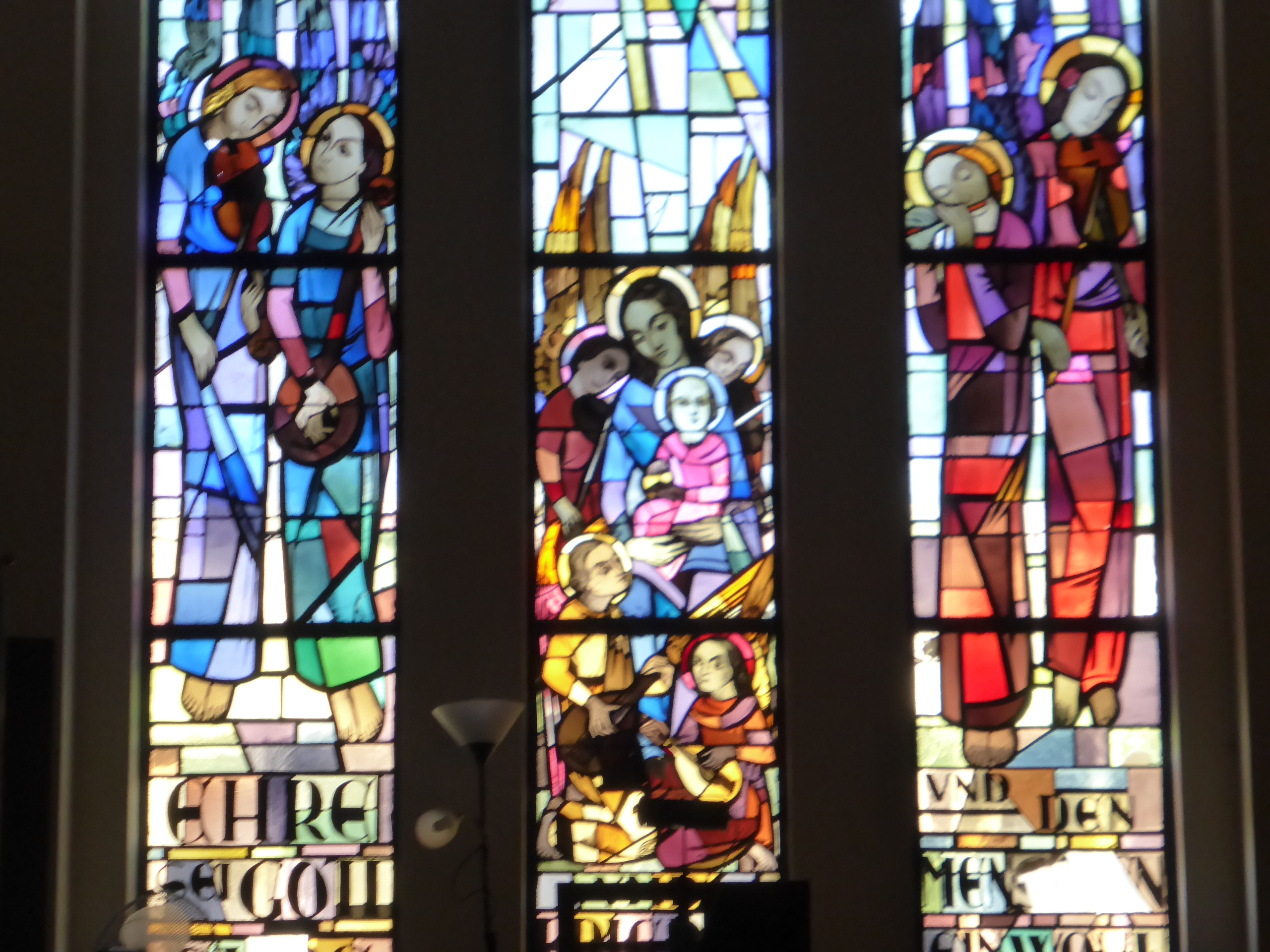
Glasfenster in der Christuskirche, über der Orgel: musizierende Engel

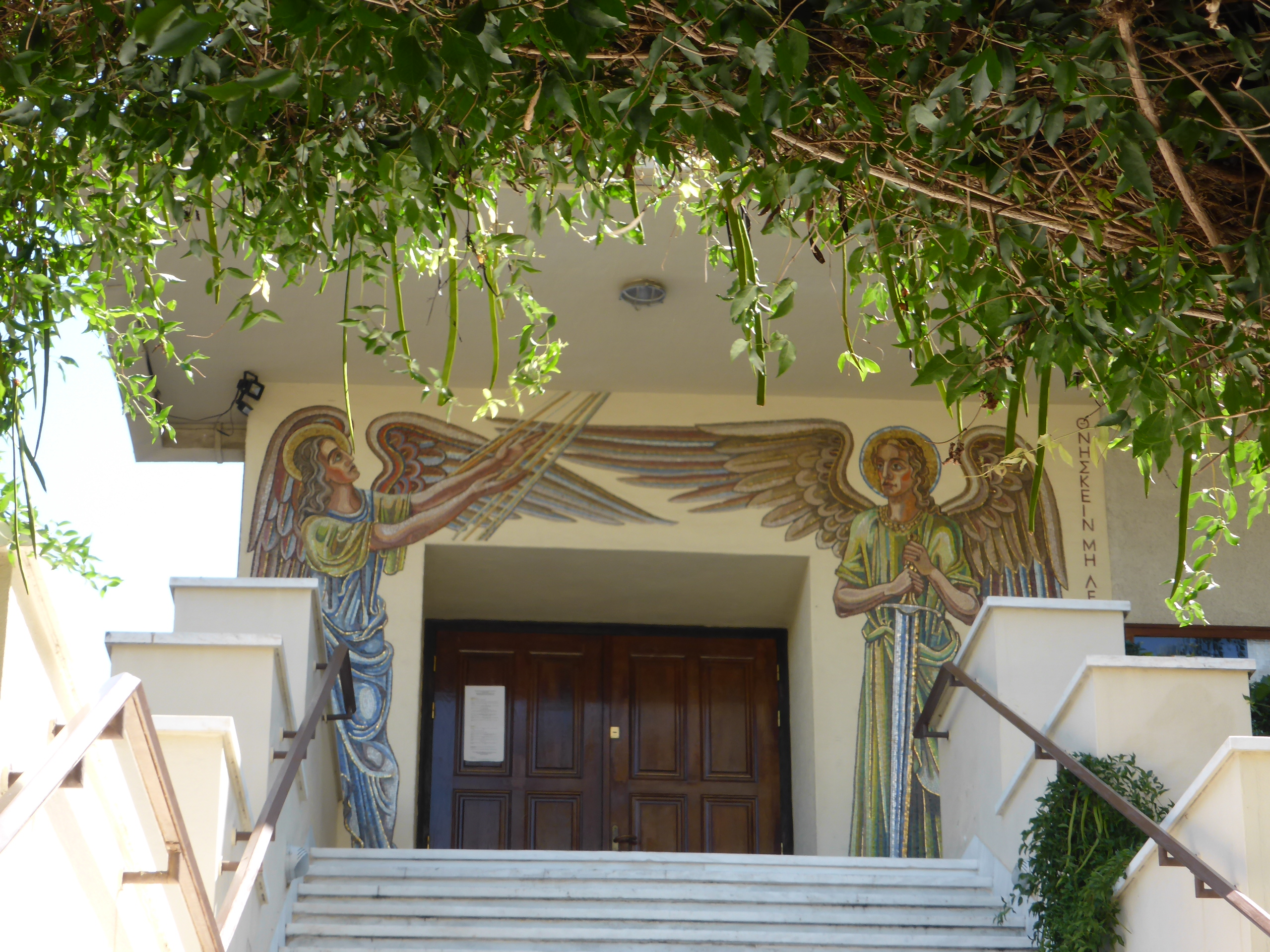
Eingang der Christuskirche

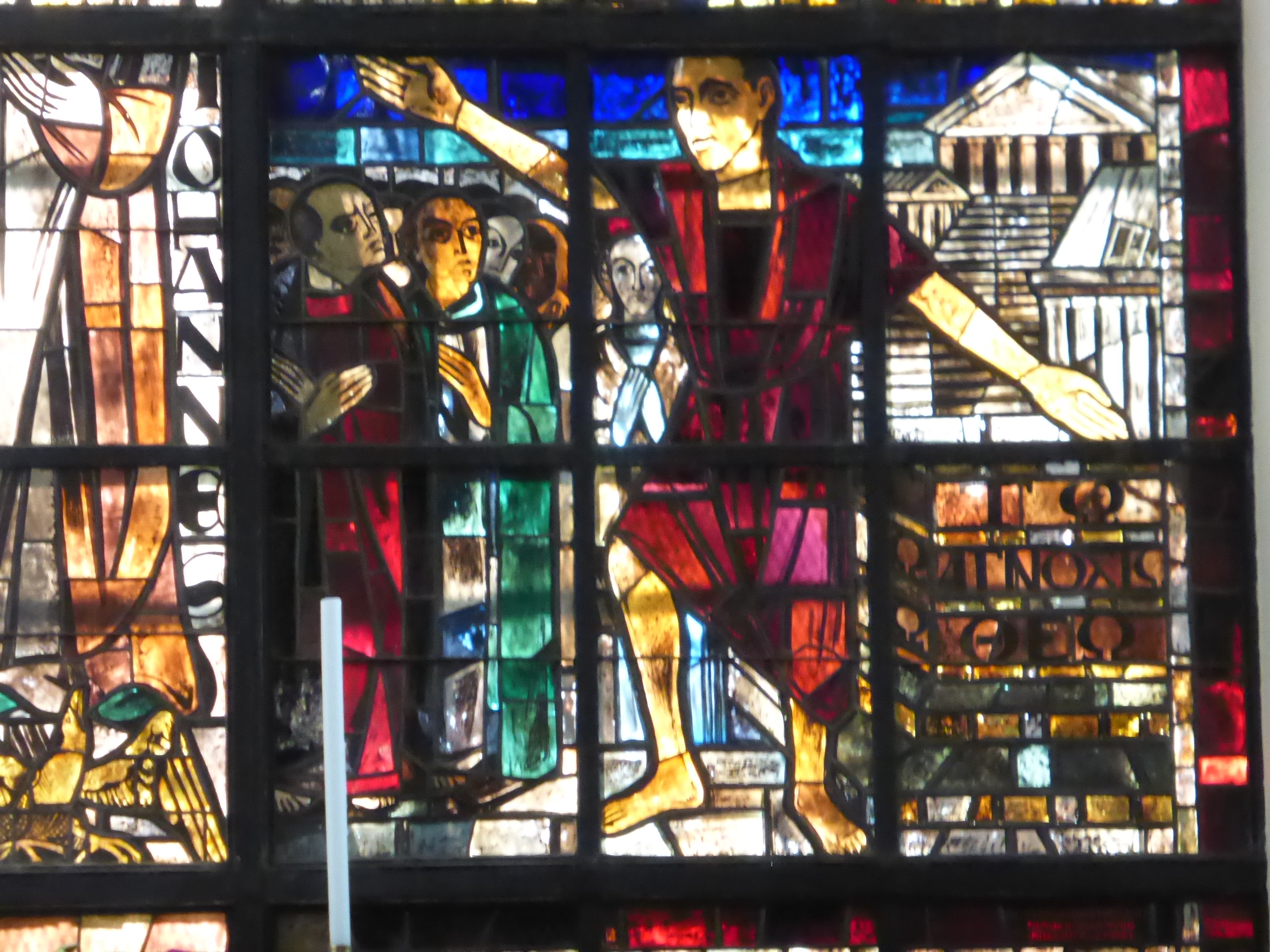
Glasfenster in der Christuskirche: Paulus auf dem Areopag

Bereits im Jahr 1687 wurde für deutsche Söldner im venezianischen Dienst eine temporäre lutherische Kirche in einer ehemaligen Moschee in Athen eingerichtet. Der Feldgeistliche Ludwig Beithman (Peithman) weihte dieses Gotteshaus. Er war einer von sechs Feldgeistlichen, welche die Hannoverschen Truppen auf ihrem Feldzug gegen die Türken nach Griechenland begleiteten. Drei von ihnen starben auf diesem Feldzug.
Ab 1837 wurden lutherische Gottesdienste in der Schlosskapelle abgehalten, nachdem es aber aufgrund des Konfessionswechsels keine evangelischen Mitglieder des Königshauses gab, wurden diese 1913 eingestellt. Am Fuße des Lykabettus hatte sich seit dem ausklingenden 19. Jahrhundert eine „Deutsche Kolonie“ gebildet, dort befanden sich auch deutsche Lokale und der Sitz des deutschen Vereins „Philadelphia“ (der nach 1945 zum ersten ausländischen Goethe-Institut umgewidmet wurde). In den 1920er Jahren erwarb dort die evangelische Gemeinde ein Grundstück für den Bau einer Kirche und eines Gemeindehauses; der Bau zog sich aufgrund finanzieller Engpässe bis in die frühen 1930er Jahre hin.
Am 8. August 2004 wurde der Sonntagsgottesdienst der Christuskirche  vom ZDF als Fernsehgottesdienst direkt übertragen.

## Architektur
Die einschiffige Kirche mit Glockenturm wurde 1931–1934 durch den Architekten Carl Bensel im Stil der Neuen Sachlichkeit errichtet. Fast  die gesamte Ausstattung (Kanzel, Volksgestühl, Leuchter, Orgelprospekt, Türen usw.) bleibt bis zum kleinsten Detail moderner Formgebung. Das schlichte Innere dominieren das mächtige Holzkreuz im Altarraum sowie direkt dahinter die gesamte Ostwand füllenden Glasbilder  von Walter von Ruckteschell, deren Bildprogramm zentrale Botschaften des Evangeliums und Ereignisse der Heilsgeschichte erzählt, wobei auch ein Bild an die Predigt des Apostels Paulus auf dem Athener Areopag erinnert. Somit ist die Christuskirche ein recht seltenes Exemplar sakraler Baukunst der klassischen Moderne.
Die zweimanualige Steinmeyer-Orgel aus den frühen 1930er Jahren hat ihr spätromantisches Klangbild bewahrt und wurde generalüberholt.